# Triassurus sixtelae
Triassurus sixtelae — викопний вид примітивних саламандр, що існував у тріасовому періоді.

## Рештки
Викопні рештки тварини знайдено у відкладеннях формації Мадиген у Киргизстані. Голотип включав у себе частковий і погано збережений скелет, включаючи череп. Вся тварина мала б приблизно 20 сантиметрів у довжину, але, ймовірно, це була личинка: нервові дуги хребців все ще були парними, і жоден хребцевий центр не мав жодного ступеня окостеніння.